# Macrojoppa obtusa
Macrojoppa obtusa är en stekelart som först beskrevs av Joseph Kriechbaumer 1898.  Macrojoppa obtusa ingår i släktet Macrojoppa och familjen brokparasitsteklar. Inga underarter finns listade i Catalogue of Life.